# 바른손게임즈
바른손게임즈(영어: Barunson Games Corporation)는 대한민국의 게임 개발사이다.

## 역사
1997년 1월 7일 YTC통신으로 설립되었다. 1999년 8월 13일 코스닥에 상장(한국: 035620)되었다.
2009년 티 엔터테인먼트로 법인명을 바꾸었다.
2010년 6월 18일 게임 사업에 집중하기 위해 이전 법인명을 써서 티 엔터테인먼트로서 엔터테인먼트 부문을 분할하였다.
언리얼 엔진 3 기반의 MMORPG을 차기작으로 개발하고 있다. 한게임과 계약을 맺고 온라인 서비스할 예정이다.

## 게임
- 라그하임
- 라스트카오스

## 발자취
※ 주식회사 바른손게임즈 연혁
- 2010년
  - '라스트카오스' 남미 유료서비스 오픈
  - ㈜롸이즈온 '베니건스' 계열사 편입
  - 본점 소재지 변경 (경기도 고양시 일산동구 장항동 SK M-City)
  - 음반사업부 물적 분할
  - '라그하임' 글로벌 서비스 퍼블리싱 계약
  - 집단 전략형 MMORPG '아케론'과 Online Casual 게임 '보노보노' NHN 퍼블리싱 계약
  - '라스트카오스' 남미(BILA Games) 지역 서비스 개시
- 2009년
  - ㈜바른손게임즈로 사명 변경 (주력사업 강화 목적)
  - '라스트카오스' 러시아 및 독립국가 연합(Astrum Online) 유료서비스 오픈
  - '라스트카오스' 터키, 이탈리아, 네덜란드(Gamigo AG) 유료서비스 오픈
  - '라스트카오스' 유럽지역 회원 100만명 돌파
  - 멕시코 법인 Bila Corp. 설립 (남미 시장 진출 목적)
- 2008년
  - '세컨드라이프' 자체 서비스 '세라코리아' 공식 서비스 오픈
  - 일본 타케쇼보사와 '보노보노' 게임 개발/서비스 계약 체결
  - '라스트카오스' 유럽 유료서비스 오픈
  - '라스트카오스' 대만 유료서비스 오픈
  - '라스트카오스' 스페인, 프랑스, 폴란드(Gamigo AG)와 퍼블리싱 계약 체결
- 2007년
  - 대표이사 이상민 취임
  - '라스트카오스' 북미 유료서비스 오픈
  - '라스트카오스', '라그하임' 브라질 유료서비스 오픈
  - '라스트카오스' 홍콩 유료서비스 오픈
  - 미국 린든랩과 SLGP(Second Life Global Provider) 계약 체결
- 2006년
  - MMORPG '라스트카오스' 국내 유료서비스 오픈
  - '라스트카오스' 일본 유료서비스 오픈
  - '라스트카오스', '라그하임' 태국 유료서비스 오픈
  - '라스트카오스' 싱가폴, 말레이시아 유료서비스 오픈
  - '라그하임' 미국 유료서비스 오픈
  - ㈜티엔터테인먼트로 사명 변경
  - ㈜바른손홀딩스 계열사 편입
  - 지티비엔터테인먼트 계열사 편입
- 2005년
  - 온라인게임 "SSAWAR", MMORPG '라스트카오스' 베타테스트 개시
  - (주)나코인터렉티브 흡수합병
- 2004년
  - ㈜나코엔터테인먼트로 법인명 변경
- 2003년
  - '라그하임' 일본 유료서비스 오픈
- 2002년
  - 국내 최초 Full 3D MMORPG '라그하임' 국내 유료서비스 오픈
- 1999년
  - 증권업협회 코스닥 등록
- 1998년
  - 벤처기업 등록
- 1997년
  - ㈜와이티씨 통신 설립

## 인용
1. ↑  “바른손게임즈, 명실상부 게임기업으로 도약”. 바른손 게임즈. 2010년 6월 25일. 2011년 6월 4일에 원본 문서에서 보존된 문서. 2012년 5월 3일에 확인함.